# ケルベロス×立喰師 腹腹時計の少女
『ケルベロス×立喰師 腹腹時計の少女』（はらはらどけいのしょうじょ）は、月刊COMICリュウ（徳間書店）で連載された原作押井守、作画杉浦守による漫画作品。

## 概要
押井守原作の架空戦後史「ケルベロス・サーガ」の世界に、同じく押井守原作の「立喰師列伝」に登場する女立喰師「ケツネコロッケのお銀」を参加させたクロスオーバー作品。

## あらすじ
架空の日本。日独安保によって戦後の混迷から抜け出そうという時期にさしかかっていたが、それを快く思わない者達は過激な武力闘争をしていた。そんな東京の治安を担うはずの「首都警」の内部に見えざる抗争が発生していた。首都警の中でも戦闘を担当する特機隊は、諜報担当の公安部によって足をすくわれようとしていたのだ……。

## 各話タイトル
- Act.1 鉄の服
- Act.2 ピンの道と針の道
- Act.3 大きな猫と母さんの肉
- Act.4 小鳥と母さんの血
- Act.5 狼の家
- Act.6 ケツネコロッケのお銀

## 書籍情報
徳間書店より単行本全1巻が発行された。
- 2007年12月[1] ISBN 978-4-19-950059-6